# 坎塔布里亚联合左翼
坎塔布里亚联合左翼（西班牙语：Izquierda Unida de Cantabria）是西班牙左翼政党联盟联合左翼在坎塔布里亚自治区的分支。它成立于1986年，主要成员是坎塔布里亚共产党。它的政治立场是左翼。它的总协调员是Jorge Crespo。它的总部位于桑坦德。